# اسکه‌نه
اسکه‌نه (قزاقی: Ескене) یک منطقه مسکونی در قزاقستان است که در استان آتیرائو واقع شده‌است.